# العلاقات الأذربيجانية الكورية الجنوبية
العلاقات الأذربيجانية الكورية الجنوبية هي العلاقات الثنائية التي تجمع بين أذربيجان وكوريا الجنوبية.

## مقارنة بين البلدين
هذه مقارنة عامة ومرجعية للدولتين:
| وجه المقارنة                                              | أذربيجان        | كوريا الجنوبية                                                          |
| --------------------------------------------------------- | --------------- | ----------------------------------------------------------------------- |
| المساحة (كم2)                                             | 86.60 ألف       | 100.30 ألف                                                              |
| عدد السكان (نسمة)                                         | 10.00 مليون     | 51.47 مليون                                                             |
| الكثافة السكانية (ن./كم²)                                 | 115.47          | 513.16                                                                  |
| العاصمة                                                   | باكو            | سول                                                                     |
| اللغة الرسمية                                             | اللغة الأذرية   | اللغة الكورية                                                           |
| العملة                                                    | مانات أذربيجاني | وون كوري جنوبي                                                          |
| الناتج المحلي الإجمالي (بليون دولار)                      | 40.75 مليار     | 1.53 تريليون                                                            |
| الناتج المحلي الإجمالي (تعادل القوة الشرائية) بليون دولار | 171.56 مليار    | 1.75 تريليون                                                            |
| الناتج المحلي الإجمالي الاسمي للفرد دولار أمريكي          | 5.50 ألف        | 27.22 ألف                                                               |
| الناتج المحلي الإجمالي للفرد دولار أمريكي                 | 17.52 ألف       |                                                                         |
| مؤشر التنمية البشرية                                      | 0.751           | 0.901                                                                   |
| رمز المكالمات الدولي                                      | +994            | +82                                                                     |
| رمز الإنترنت                                              | .az             | .kr                                                                     |
| المنطقة الزمنية                                           | ت ع م+04:00     | توقيت كوريا الجنوبية، ت ع م+09:00، آسيا/سيول ‏، ت ع م+08:00، ت ع م+08:30 |

## منظمات دولية مشتركة
يشترك البلدان في عضوية مجموعة من المنظمات الدولية، منها:
| علم المنظمة | اسم المنظمة                               | تاريخ انضمام أذربيجان | تاريخ انضمام كوريا الجنوبية |
| ----------- | ----------------------------------------- | --------------------- | --------------------------- |
|             | مؤسسة التمويل الدولية                     | 11 أكتوبر 1995        | 16 مارس 1964                |
|             | منظمة حظر الأسلحة الكيميائية              | ?                     | ?                           |
|             | يونسكو                                    | 3 يونيو 1992          | 14 يونيو 1950               |
|             | الأمم المتحدة                             | 2 مارس 1992           | 17 سبتمبر 1991              |
|             | منظمة الشرطة الجنائية الدولية             | ?                     | ?                           |
|             | البنك الدولي للإنشاء والتعمير             | 18 سبتمبر 1992        | 26 أغسطس 1955               |
|             | الاتحاد البريدي العالمي                   | ?                     | ?                           |
|             | مؤسسة التنمية الدولية                     | 31 مارس 1995          | 18 مايو 1961                |
|             | بنك التنمية الآسيوي                       | 1999                  | 1966                        |
|             | المركز الدولي لتسوية المنازعات الاستشارية | 18 أكتوبر 1992        | 23 مارس 1967                |
|             | وكالة ضمان الاستثمار متعدد الأطراف        | 23 سبتمبر 1992        | 12 أبريل 1988               |

## وصلات خارجية
- موقع وزارة الخارجية الأذربيجانية
- موقع وزارة الخارجية الكورية الجنوبية